# Sphenarium purpurascens
El chapulín de la milpa (Sphenarium purpurascens) es una especie de ortóptero celífero de la familia de los pirgomórfidos, que se encuentra en México y en Guatemala.

## Descripción
Su cuerpo adulto es robusto, aguzado hacia los extremos anterior y posterior (fusiforme), apenas tiene vestigios de alas (son braquípteros). De color verde olivo brillante a pardo con manchas negras en todo el cuerpo. El macho es notoriamente más delgado (0,8 cm de en su parte más ancha) que la hembra (hasta 1,5 cm). Miden en promedio 2 cm de largo. Los ojos son prominentes; la cabeza es de forma triangular, más ancha que larga; las antenas son más alargadas que en el macho y constan de 14 artejos; las patas son robustas en el macho y más gráciles en la hembra. Vive entre las plantas y prefiere alimentarse del girasol silvestre (Helianthus annus L.), del que consume tanto las hojas como las ramas y pétalos.

## Reproducción

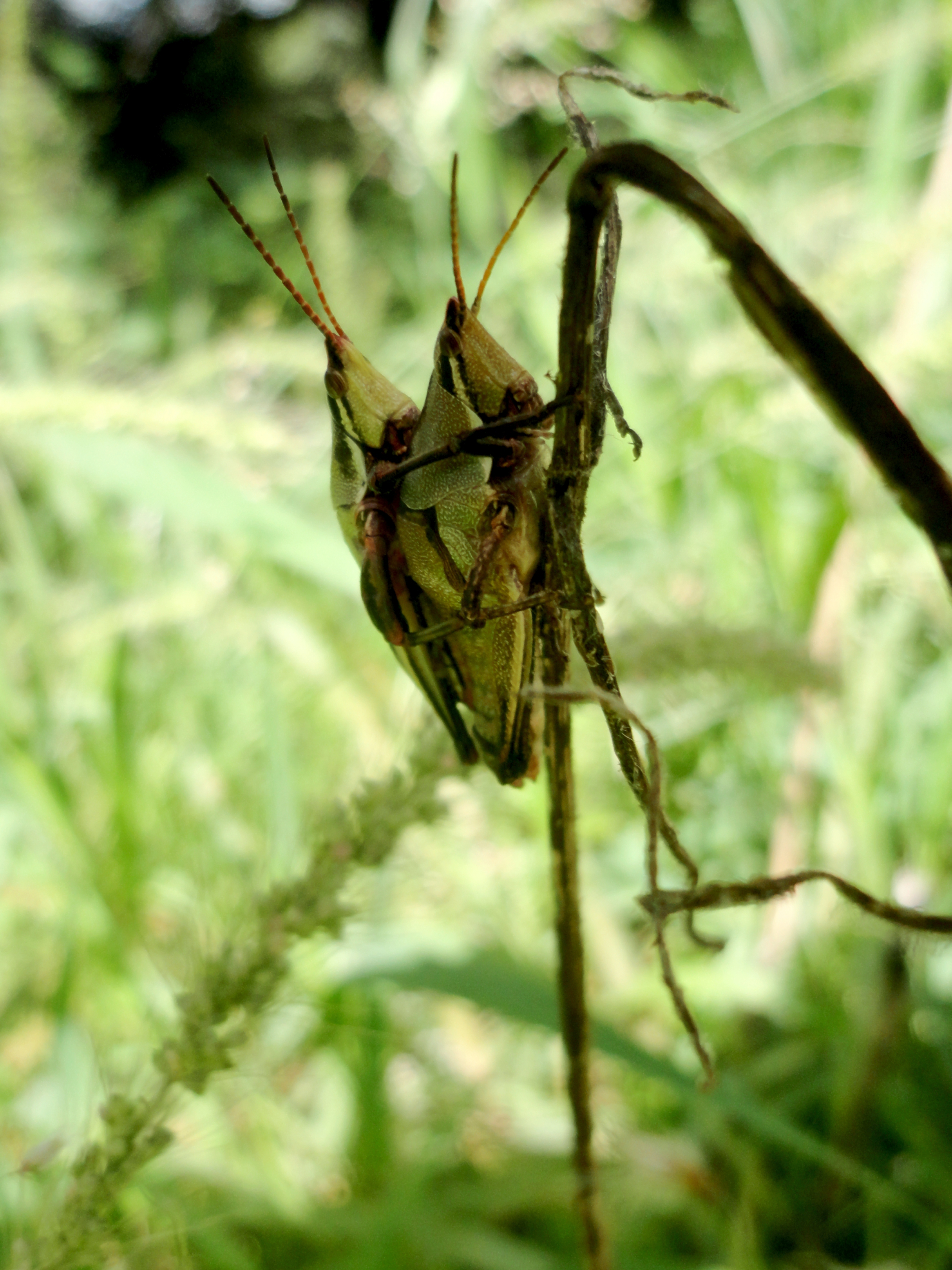
Apareamiento

Se acoplan uniendo las partes terminales del abdomen, el macho se monta sobre la hembra y el acoplamiento dura de 6 a 7 horas. 
La hembra deposita la ooteca introduciendo su abdomen en el suelo y enterrándolas a una profundidad de 3 a 5 cm, en suelos no intervenidos, a orillas de los caminos, drenajes, márgenes y camellones. Cuando las hembras han ovipositado sufren cambio de coloración de verde a pardo. 
Los huevecillos miden 0,4 mm de longitud, son ovalados y de color pardo brillante, mientras que en sus polos (extremos) se encuentran más obscurecidas. Cada ooteca puede contener unos 30 huevecillos.

## Metamorfosis
En un primer estadio, del huevecillo nace una ninfa muy pequeña de unos 0,6 mm, de color pardo pálido con manchas obscuras. El sexo puede identificarse ya en los machos, en los que se ve claramente la placa subgenital. En un segundo estadio la cabeza de la ninfa es más alargada, la coloración es más obscura con manchas más marcadas y se nota un desarrollo de las patas. En un tercer estadio, las manchas obscuras, antes de forma de circular, se vuelven irregulares y asumen diversas tonalidades de verde, amarillo, gris o negro; aparecen los vestigios alares; las patas se ven más largas y los genitales aumentan de tamaño, facilitando la diferenciación del sexo. En un cuarto estadio el cuerpo se ensancha en la parte media hasta 16 mm; las antenas ya presentan los 14 artejos; los ojos presentan rayas pardas y amarillas sobre fondo pardo claro; las patas se aumentan de grosor y los genitales externos se hacen aún más evidentes. En un quinto estadio el cuerpo de la ninfa se alarga por la distensión de los segmentos abdominales; los ojos son más grandes y de color negro; los vestigios alares son más evidentes; las patas se observan más desarrolladas.

## Utilización
Es recolectado desde tiempos inmemoriales para la alimentación humana. Su contenido de proteínas supera el 70%. Su recolección, procesamiento y comercialización como platillo típico es una fuente de ingresos significativa para las comunidades rurales. Su aprovechamiento se hace desde el tercer estadio de la ninfa, aunque el producto más cotizado desde el quinto estadio y como adulto. generalmente es cocido y luego tostado y se consume en diferentes recetas; molido se usa para hacer tortas. Otras 19 especies de chapulines son usadas para la alimentación.
Como los agricultores y especialmente las empresas agrícolas consideran esta especie como una plaga e inclusive, de acuerdo a las autoridades fitosanitarias, está catalogada como la plaga más importante en el estado de Tlaxcala, la recolección de los chapulines de milpa para la alimentación puede convertirse en un método de control alternativo eficaz y rentable. 